# Jean-Louis Sagot-Duvauroux
Pour les articles homonymes, voir Sagot-Duvauroux.
Jean-Louis Sagot-Duvauroux, né le 26 décembre 1950, est un philosophe et dramaturge français.

## Biographie
Jean-Louis Sagot-Duvauroux est né le 26 décembre 1950 à Paris. Il fait des études de lettres à la Sorbonne, puis de théologie à l'Institut Catholique de Paris (1967-1972). En 1972, il s'engage comme professeur de lettres au Lycée Prosper Kamara, de Bamako (Mali). Depuis, il partage son temps entre France et Mali, pays où il s'est marié. En 1975, le MRAP (Mouvement contre le racisme et pour l'amitié entre les peuples ) lui confie la rédaction en chef de Droit et Liberté, son mensuel créé par le MNCR (Mouvement national contre le racisme) pendant la Résistance. En 1981, il crée en tant que rédacteur en chef son nouveau magazine : Différences. Membre du secrétariat national du MRAP, Jean-Louis Sagot-Duvauroux y pilote les actions de solidarité contre l'apartheid en Afrique du Sud. À partir de 1982, il travaille en free lance comme journaliste et communicateur, puis crée avec Guy Brousmiche la société de production Bonnes Nouvelles Multimédias pour laquelle il réalise plusieurs documentaires sur le Mali diffusés par les chaines publiques françaises. À partir des années 1990, il partage son temps entre la rédaction d'essais de philosophie politique et un fort engagement dans la vie artistique et culturelle du Mali. Il est notamment le scénariste du film La Genèse, réalisé par  Cheick Oumar Sissoko qui figure dans la sélection officielle du festival de Cannes en 1999 "Un certain regard", ainsi qu'un des fondateurs de la Compagnie théâtrale bamakoise BlonBa, devenue Baroda. Jean-Louis Sagot-Duvauroux dirige le théâtre de l'Arlequin (Morsang-sur-Orge, 91, France) confié à l'antenne française de la Cie BaroDa.

## Pensée politique
Une part de l'activité d'écriture de Jean-Louis Sagot-Duvauroux est d'ordre philosophique. Il explore les voies possibles d'émancipation humaine, en essayant de prendre sérieusement en compte les impasses du mouvement de transformation sociale tel qu'il s'est déroulé durant le XXe siècle. C'est l'esprit qui anime son ouvrage Pour la gratuité (Desclée de Brouwer - 1995), réédité très augmenté en 2006 par les Éditions de l'éclat sous le titre De la gratuité puis en poche sous son titre initial et mis à libre disposition sur Internet. Cette réflexion sur l'émancipation humaine s'est développée à travers plusieurs autres ouvrages. On ne naît pas Noir, on le devient analyse la difficile construction identitaire des jeunes Noirs de France,. Émancipation propose une boussole théorique pour reprendre de façon positive la construction de politiques alternatives au libéralisme. Les utopies à l'épreuve de l'art, un essai inclus dans un ouvrage sur la compagnie de rue Ilotopie, part de cet exemple pour explorer les liens entre la vie sociale et la production du symbolique. Dans L'art est un faux dieu, essai publié en 2020 chez Jacques Flament, éditeur alternatif, Sagot-Duvauroux interroge les paradigmes occidentaux de l'art, de l'œuvre, de l'artiste en les confrontant avec la façon dont fonctionne le champ symbolique dans les civilisations africaines.

## Théâtre et cinéma
Jean-Louis Sagot-Duvauroux a également beaucoup écrit pour le cinéma et pour le théâtre. En 1989, il imagine avec Pierre Sauvageot un spectacle intitulé Toussaint Louverture dont il écrit les dialogues. Claude Moreau, metteur en scène, réunit pour cette œuvre des artistes africains (Gérard Essomba, Doudou N'diaye Rose, le théâtre Daniel-Sorano de Dakar, la chorale de Julien Jouga…), caribéens (Toto Bissainthe) et français (Daniel Mesguich, Jacques Perrin, Jean-Claude Brialy…). Le spectacle, inscrit dans les commémorations du bicentenaire de la Révolution française, est créé sur la plage de Ngor, devant le sommet francophone de Dakar. 
Quelques années plus tard, il propose au cinéaste malien Cheick Oumar Sissoko l'idée d'un scénario tiré de l'histoire de Jacob dans le livre de la Genèse. Ce long-métrage, dont il écrira le scénario et les dialogues, sort en 1999 et est retenu dans la sélection officielle 1999 du festival de Cannes Un certain regard. 

## Acteur de la vie artistique malienne
En 1997, sur le tournage de La Genèse, Jean-Louis Sagot-Duvauroux initie la création d’une compagnie de théâtre qui prend le nom de Mandéka théâtre et à laquelle participent Habib Dembélé et Sotigui Kouyaté, plus tard rejoints par Alioune Ifra Ndiaye. Habib Dembélé et Sotigui Kouyaté ne souhaitant pas poursuivre l’expérience, Jean-Louis Sagot-Duvauroux crée avec Alioune Ifra Ndiaye la compagnie BlonBa en 1998, qui prend le relais du Mandéka théâtre et pour laquelle il écrit ou co-écrit une vingtaine de spectacles, principalement de théâtre, diffusés dans 14 pays de 4 continents. Une première salle de spectacle avait été ouverte par BlonBa dans le quartier de Faladiè, mais elle a dû fermer au moment de la crise malienne de 2012. En dépit de ces vicissitudes, un nouveau lieu, le Complexe Culturel BlonBa (CCB) a commencé ses activités en 2017 dans le quartier de Baco Djikoroni. Depuis 2007, l’antenne française de BlonBa s’est vu confier le théâtre de l’Arlequin, à Morsang-sur-Orge, en région parisienne (Essonne, France), dont Jean-Louis Sagot-Duvauroux assure la direction. Après une réorganisation de BlonBa voulue par Alioune Ifra Ndiaye, les créations de Jean-Louis Sagot-Duvauroux sont désormais produites par la Cie BaroDa (ex-BlonBa) et s’inscrivent dans l’action du réseau Culture en partage qu’anime une nouvelle génération d’acteurs culturels. Avec Culture en partage, Jean-Louis Sagot-Duvauroux a également participé à des projets artistiques et culturels en Centrafrique, au Cameroun et au Congo (RDC). Il participe comme responsable éditorial à la conduite et à la création de l’éditeur numérique africain BiBook, basé à Bamako.
Jean-Louis Sagot-Duvauroux est membre du comité de direction d'Espaces Marx et membre du Conseil scientifique d'Attac.

## Travaux

### Essais
- 1995 : Pour la gratuité - Desclée de Brouwer
- 1997 : Héritiers de Caïn - Éditions La Dispute
- 1998 : Dityvon, Red Star (texte) - Le Cercle d'art
- 1999-2002 : Chronique régulière dans le quotidien L'Humanité
- 2004 - On ne naît pas Noir, on le devient - Albin Michel, en poche dans la collection Points
- 2006 - De la gratuité - Éditions de l’Éclat, réédition très augmentée de "Pour la Gratuité"
- 2008 - Émancipation - Éditions La Dispute
- 2008 - Les utopies à l'épreuve de l'art - Éditions l' Entretemps - essai inclus dans un ouvrage consacré à la compagnie Ilotopie
- 2012 - Voyageurs sans ticket - Le Diable Vauvert, avec Magali Giovannangeli
- 2016 - Pour la gratuité - Éditions de l'Éclat poche, réédition augmentée
- 2020 – L’art est un faux dieu / Contribution à la construction d’une mondialité culturelle – Jacques Flament / Alternative éditoriale
- 2022 - L'Etat-mangeoire / Essai sur la corruption en Afrique à partir de l'exemple malien - BiBook, l'éditeur numérique africain
- 2024 - SAHEL : Les dessous culturels du "France dégage" - Jacques Flament Éditions / Le Souffle court

### Ouvrages collectifs
- 1978 - La France et l'apartheid - L'Harmattan/Droit et liberté
- 1999 - 50 Ans contre le racisme, chronique d'un combat inachevé - Le Temps des cerises
- 2004 - Féminismes, féministes, nouvelles donnes, nouveaux défis - Editions Syllepse
- 2006 - Banlieues, lendemains de révolte - La Dispute
- 2006 - La Relation au public dans les arts de la rue - L'Entretemps
- 2009 - Pour en finir avec les dons, le mérite, le hasard - La Dispute/GFEN
- 2009 - Viv(r)e la gratuité, une issue au capitalisme vert - Golias
- 2010 - Pour la gratuité des services publics - Golias
- 2010 - Droit et Marchandisation - LexisNexis Litec-CREDIMI
- 2010 - La Gratuité, éloge de l'inestimable - La Découverte - MAUSS
- 2012 - Culture(s), forces et défis du 21e siècle - Altaïr think tank culture média
- 2012 - Le pouvoir a-t-il un sexe ? - Fondation Gabriel Péri
- 2013 - La Guerre au Mali - La Découverte[8]
- 2013 - Oser la culture - Éditions Arcane 17
- 2022 - Scènes et détours d'Afrique - Editions Passage(s), sous la direction de Sylvie Chalaye.
- 2023 - Sogobo, le peuple des marionnettes - Editions Trans Photographic Press. Texte introductif. Photos Dany Leriche et Jean-Michel Fickinger.
- 2024 - Donso, les chasseurs de l'invisible - Editions Trans Photographic Press. Texte introductif. Photos Dany Leriche et Jean-Michel Fickinger.

### Cinéma et audiovisuel
- 1994 - Liberté provisoire - Scénario et dialogues, docu-fiction sur l'abolition de l'esclavage par la Convention, réalisation Sandro Agénor, diffusion France O
- 1999 - La Genèse - Idée originale, scénario et dialogues - long-métrage de fiction - réalisation Cheick Oumar Sissoko - Sélection officielle Cannes 1999 Un certain regard.
- 2016 - Cyber-Débrouille, scénario et dialogues, série de fiction, 50 épisodes de 3 min, diffusion Canal + Afrique

### Théâtre et spectacle vivant
- 1989 - Toussaint Louverture - Spectacle créé devant le sommet francophone de Dakar.
- 1999 - Antigone, d'après Sophocle, collaboration d'Habib Dembélé - La Dispute - Spectacle du Mandéka Théâtre mis en scène par Sotigui Kouyaté - diffusion Les Bouffes du Nord, Théâtre de la Commune (CDN d'Aubervilliers), Le Forum culturel du Blanc-Mesnil, le Festival de Blaye, etc.
- 2000 - Le Retour de Bougouniéré, spectacle de BlonBa/BaroDa mis en scène par Georges Bigot - Près de cent représentations dans six pays d'Afrique et d'Europe, dont une soixantaine en France, Belgique et Luxembourg.
- 2002 - Ségou Fassa, spectacle de BlonBa/BaroDa mis en scène par Georges Bigot - Diffusion France et Mali. Disponible en DVD (Copat)
- 2003 - Toute vie est une vie - d'après des récits classiques maliens - au théâtre Gérard-Philipe de Bonneuil-sur-Marne.
- 2005 - Bougouniéré invite à dîner, avec Alioune Ifra Ndiaye, spectacle de BlonBa/BaroDa, mise en scène Patrick Le Mauff, diffusion Mali, France, Bénin, Centrafrique, Belgique, Luxembourg, France Ô. Disponible en DVD (Copat)
- 2007 - Sud-Nord, le kotèba des quartiers, spectacle de BlonBa/BaroDa, mise en scène Patrick Le Mauff, diffusion Mali, France, France Ô, TV5. Disponible en DVD (Copat).
- 2010 - Bama Saba, avec les rappeurs Amkoullel, Lassy King Massassy et Ramsès Damarifa. Spectacle musical de BlonBa/BaroDa. Mise en scène Alioune Ifra Ndiaye, diffusion Mali, France. Disponible en DVD (Copat)
- 2010 - Vérité de soldat, docufiction théâtral de BlonBa/BaroDa inspiré du récit "Ma vie de soldat" du capitaine Soungalo Samaké (La Ruche à livres, Bamako)[9]. Mise en scène Patrick Le Mauff. Diffusion Mali, Belgique, Luxembourg, France, Sénégal, Canada, Bénin, DVD Copat.
- 2011 - L'homme aux six noms, spectacle musical hip hop de BlonBa/BaroDa inspiré d'un récit de Lassine Coulibaly "King". Mise en scène François Ha Van. Musique King/Olivier Kaba. Diffusion Mali, France (Festival d'Avignon off).
- 2013 - Plus fort que mon père, spectacle musical hip hop autour du rappeur malien Ramsès Damarifa. Mise en scène François Ha Van. Musique Issiaka Kanté/Ramsès/Idrissa Soumaoro. Coproduction BlonBa/BaroDa-Théâtre d'Ivry Antoine-Vitez. Diffusion Mali, Sénégal, France
- 2013 - Ala tè sunogo / Dieu ne dort pas, spectacle de BlonBa/BaroDa. Mise en scène Jean-Louis Sagot-Duvauroux. Coproduction Théâtre d'Ivry Antoine Vitez, diffusion Mali, Centrafrique, France.
- 2013 - Jaurès, une voix pour la paix, spectacle de Claude Moreau, avec Gisèle Casadesus, Henri Nlend, Didier Bezace… Création salle François Mitterrand, à Carmaux, du 8 au 15 octobre.
- 2014 - Mangeailles, contes gloutons du Sahel (avec Lazare Minoungou) et La Buffle, diptyque de contes adaptés de la tradition mandingue, mise en scène François Ha Van, compagnie BlonBa/BaroDa
- 2015 - La soupe de Sidonie, co-production BlonBa/BaroDa-Alliance française de Bangui, diffusion Centrafrique, RDC
- 2015 – Tête d’or, dramaturge, texte de Paul Claudel, mise en scène Jean-Claude Fall, Diffusion Mali (Palais de la Culture) et France (Théâtre de la Tempête).
- 2016 - La chèvre de Boubakar, avec Boniface Olsène Watanga, co-production BlonBa/BaroDa-Alliance française de Bangui, diffusion Centrafrique, Mali.
- 2017 - La danse ou le chaos, idée originale, séquençage et textes, documentaire chorégraphique sur et avec Souleymane Sanogo, chorégraphie de Tidiani N'Diaye (Copier Coller). Compagnie BlonBa/BaroDa. Diffusion Mali, France, Belgique, Inde, Bangladesh
- 2019 – Les énigmes du Kongka, avec Modibo Konaté et Issouf Koné, mise en scène Lévis Togo. Diffusion Mali, France
- 2019 – Le serment – Mali kalikan, adaptation théâtrale de récits tirés de la tradition des confréries donso (Mali), mise en scène Kali Sidibé. Diffusion Mali.
- 2019 – Kalach Story, théâtre, produit au Mali par la Cie BaroDa/Culture en partage dans une mise en scène de Kali Sidibé et en RDC (Goma) par la Cie Sikilik Africa dans une mise en scène de Yves Ndagano, diffusion Mali, France, RDC, Rwanda. Texte édité par Jacques Flament Édition/Le Souffle court 2024.
- 2020 - La danse des korèdugaw, conception, performance dansée par Modibo Konaté, sur une installation du plasticien Ibrahim Bemba Kébé, diffusion France, Mali.
- 2021 – Je suis Frederick Douglass, adapté des Mémoires d’esclave de Frederick Douglass, diffusion Mali, France, Inde, Bangladesh.
- 2022 - Kouma (Parole), performance BaroDa/Structures sonores Baschet adaptée de texte de sagesses du patrimoine culturel malien. Diffusion France.
- 2023 - kotEsope, adaptation de fables d'Esope selon les canons du kotèba dans une version vidéo publiée sur les réseaux (TikTok @cultureenpartage et YouTube Culture en partage Mali) et dans une version spectacle vivant.
- 2023 - Ni bèè ni (Toute vie est une vie) - Adaptation théâtrale de récits du patrimoine donso, une antique confrérie initiatique du Manden. Diffusion Mali, France.
- 2025 - Ying ❤️ Yombé. Histoire d'une passion amoureuse franco-malienne qui déjoue les barrières administratives. Diffusion Essonne, France.